# 케라 페이 차노
케라 페이 차노(Carah Faye Charnow, 1984년 8월 3일 ~ )는 미국의 싱어송라이터이다. 미국의 록 밴드 샤이니 토이 건스 멤버이다.